# FC Isloch Minsk Raion
FC Isloch Minsk Raion é uma equipe bielorrussa de futebol com sede em Minsk. Disputa a primeira divisão da Bielorrússia (Vysshaya Liga).
Seus jogos são mandados no FC Minsk Stadium, que possui capacidade para 3.000 espectadores.

## História
O FC Isloch Minsk Raion foi fundado em 2007.